# Pablo Defazio
Pablo Defazio Abella (Montevideo, 15 de mayo de 1981) es un regatista del equipo olímpico de Uruguay, que actualmente compite en la clase Nacra 17 con Dominique Knüppel. Participó de los Juegos Olímpicos de 2016 con su esposa, Mariana Foglia.

## Trayectoria
Empezó a navegar en Optimist entre 1990 y 1996 en el Yacht Club Uruguayo, navegando también en la clase Snipe desde 1995, como tripulante de Nicolás González. En Snipe disputó 11 Sudamericanos, y quedó segundo en 2002 con Felipe García y tercero en 2006 con Eduardo Médici de tripulante. Ha sido medalla de oro en los Juegos Odesur de playa de Vargas 2014 con Mariana Foglia y plata en Maldonado 2009 con Manfredo Fink. También ganó la medalla de plata en los Juegos Panamericanos de Río de Janeiro 2007 con Médici y la de bronce en los de Guadalajara 2011 con Manfredo Fink. Además, se proclamó campeón del Hemisferio Occidental y de Oriente en Miami 2006 con Médici.
En el campeonato del mundo de la clase Vaurien de 2004 en Punta del Este fue medalla de bronce, junto con Alberto Balpar.
Se casó en 2008 con Mariana Foglia, con quien ya había navegado en los Campeonatos Sudamericanos de la clase Snipe en 2002, 2007 y 2008. Juntos ganaros los campeonatos uruguayos de 2012 y 2013, y los Juegos Suramericanos de Playa en 2014. En esos juegos también ganaron el bronce en la clase Nacra 17 y en la clase Snipe en la edición de 2023.
Desde 2013 preparó la campaña olímpica, compitiendo por primera vez en esta clase en el Campeonato Mundial de Nacra 17 de 2013 en La Haya. En enero de 2016 consiguieron clasificarse para los Juegos Olímpicos de Río de Janeiro 2016, donde se clasificaron en el puesto 17.